# Kościół Matki Bożej Wspomożycielki Wiernych w Żelewie
Kościół Matki Bożej Wspomożycielki Wiernych w Żelewie – katolicki kościół filialny zlokalizowany we wsi Żelewo w gminie Stare Czarnowo, w powiecie gryfińskim (województwo zachodniopomorskie). Jest filią parafii Najświętszego Serca Jezusowego w Kołbaczu.

## Historia i architektura
Wzniesiony w konstrukcji ryglowej kościół pochodzi z końca XVII wieku. Zbudowany został na planie prostokąta. Portal wejściowy oraz umieszczone bezpośrednio pod okapem okna mają prostokątny kształt. Budowla kryta jest dwuspadowym dachem. Od strony zachodniej do kościoła dostawiona jest drewniana, odeskowana wieża na planie kwadratu, nakryta dwustopniowym hełmem krytym gontem.
Wnętrze kościoła nakryte jest belkowanym stropem, wspartym drewniano-kamiennym filarem. Zachowały się liczne elementy historycznego wyposażenia:
- barokowa empora, ozdobiona malowidłami ze scenami biblijnymi związanymi z tematyką wody (Potop, przejście Izraelitów przez Morze Czerwone, Jonasz, Chrystus na jeziorze Genezaret)[2][3]
- rzeźbiony w drewnie ołtarz kolumnowy z 1698 roku, z uszakami w formie liści akantu, predella ozdobiona malowidłem olejnym ze sceną Ostatniej Wieczery[3]
- dębowa ambona z 1683 roku o wielobocznym korpusie, z baldachimem, ozdobiona intarsją[3]
- epitafium królewskiego muszkietera Michaela Nacka, poległego w wojnie z Francuzami[2]

Po II wojnie światowej kościół został poświęcony jako świątynia katolicka w czerwcu 1947 roku.